# Olivia d’Abo
Olivia Jane d’Abo (ur. 22 stycznia 1969 w Londynie) – brytyjska aktorka i piosenkarka.

## Wybrana filmografia
- 1984: Bolero – Paloma
- 1984: Conan Niszczyciel (Conan the Destroyer) – Księżniczka Jehnna
- 1988-1993: Cudowne lata (The Wonder Years) – Karen Arnold
- 1989: Droga do gwiazd (Beyond the Stars) – Mara Simons
- 1993: Kryptonim Nina (Point of no Return) – Angela
- 1993: Świat Wayne’a 2 (Wayne’s World 2) – Betty Jo
- 1994: Sknerus (Greedy) – Molly Richardson
- 1994: Detektyw bez pamięci (Clean Slate) – Judy
- 1995: Boisko szczęścia (The Big Green) – Anna Mongomery
- 1995: Tupiąc i wrzeszcząc (Kicking and Screaming) – Jane
- 1999: Siedem narzeczonych (Seven Girlfriends) – Hannah
- 2000: To musisz być ty (It Had to Be You) – Tracy Meltempi

## Role głosowe
- 1995: Asterix podbija Amerykę – Dodatkowe głosy (głos, brytyjski dubbing)

## Nagrody
- Złota Malina 1985: Conan Niszczyciel